# سحر مصیبی
سحر مصیبی، کارگردان اهل ایران است. او با مستند صفر تا سکو، که به زندگی خواهران منصوریان، قهرمانان ووشوی دنیا می‌پردازد، مورد توجه قرار گرفت و چندین جایزه داخلی و بین‌المللی را از آن خود کرد. او در سال ۱۴۰۰، اولین فیلم بلند داستانی خود به نام اورکا را بر اساس داستان واقعی الهام‌السادات اصغری ساخت؛ نقش اصلی این فیلم را ترانه علیدوستی بازی کرده‌است. در بحبوحه جنبش زن، زندگی، آزادی، او از جمله زنانی بود که تصویری بدون حجاب اجباری در صفحه اینستاگرامش منتشر کرد. این اقدام او موجب شد که در نهایت، اکران عمومی فیلم اورکا در هاله‌ای از ابهام قرار بگیرد و مصیبی از ایران مهاجرت کند.